# Otmar Fischer
Otmar Rudolf Fischer (* 6. Juli 1934 in Friedelsheim; † 21. Februar 2022) war ein protestantischer Pfarrer und Kommunalpolitiker (SPD). Bekannt wurde er durch die Mundartpredigten, die er in den Jahren 1978 bis 2016 in seiner pfälzischen Pfarrgemeinde Weisenheim am Berg unter dem Motto „In de Palz geht de Parre mit de Peif in die Kärsch“ hielt.

## Leben und Wirken
Der Sohn eines Winzers und Waldarbeiters war seinem Geburtsort eng verbunden. Zu Lebzeiten beabsichtigte er, sein dortiges Elternhaus, das seinem im Jahr 2004 verstorbenen Sohn gehörte, in ein Museum umzuwandeln. Nach seinem letzten Willen soll das Haus zusammen mit einer Stiftung von 26.000 Euro der Gemeinde Friedelsheim zur Verfügung gestellt werden.
Fischers erste Gemeinde war Kandel, wo er in den Jahren 1962 bis 1966 als Vikar und Pfarrer wirkte. In Weisenheim am Berg und Bobenheim am Berg, die pfarramtlich verbunden sind, wirkte er 30 Jahre lang bis 1999.
Fischer engagierte sich bis ins hohe Alter kommunalpolitisch für die SPD. Von 1974 bis 1995 war er ehrenamtlicher Ortsbürgermeister von Weisenheim am Berg. Er gehörte seit dem Jahr 1974 auch dem Rat der Verbandsgemeinde Freinsheim an.
Fischer war verheiratet mit Johanna Maria Fischer geb. Klesy (1931–2020) und hatte drei Kinder. Er gehörte ab 1954 der christlich-überkonfessionellen Studentenverbindung Mainzer Wingolf an.

## Stiftungen
Neben der Stiftung Friedelsheim von 2006 aus dem Vermögen seines verstorbenen Sohnes rief Fischer 1999 aus den Erträgen seiner Veröffentlichungen die Pfarrer-Otmar-Fischer-Stiftung Betreutes Wohnen Weisenheim/Bg. – Bobenheim/Bg. ins Leben.

## Ehrungen
- 1990: Karnevalsorden Pälzer Krischer
- 2009: Verdienstorden des Landes Rheinland-Pfalz[13]
- Ehrenbürger von Weisenheim am Berg

## Werke
- In de Palz geht de Parre mit de Peif in die Kärsch. 1. Auflage, Verlag Pfälzer Kunst Blinn, Landau 2002, ISBN 3-922580-91-2.
- In de Palz geht de Parre mit de Peif in die Kärsch. Plöger Medien, Annweiler 2008, ISBN 978-3-89857-234-7.